# پینیون هیلز (کالیفرنیا)
پینیون هیلز (به انگلیسی: Piñon Hills) یک منطقهٔ مسکونی در ایالات متحده آمریکا است که در شهرستان سن برناردینو، کالیفرنیا واقع شده‌است. پینیون هیلز ۸۳٫۱۸۵ کیلومتر مربع مساحت و ۷٬۲۷۲ نفر جمعیت دارد و ۱٬۲۷۱٫۹۵ متر بالاتر از سطح دریا واقع شده‌است.